# Santa Teresa (Manabí)
Santa Teresa es un pueblo principalmente agrícola en la provincia de Manabí, Ecuador. Pertenece al Cantón Sucre, siendo  Bahía de Caraquez su cabecera cantonal. Posee unos 1.500 habitantes, según datos del último censo realizado el 3 de diciembre de 2016 por parte de la Comuna "Santa Teresa".[cita requerida]

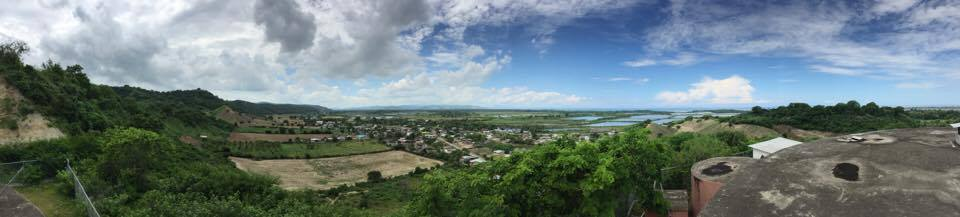
Panorámica de Santa Teresa (Manabi) desde el tanque

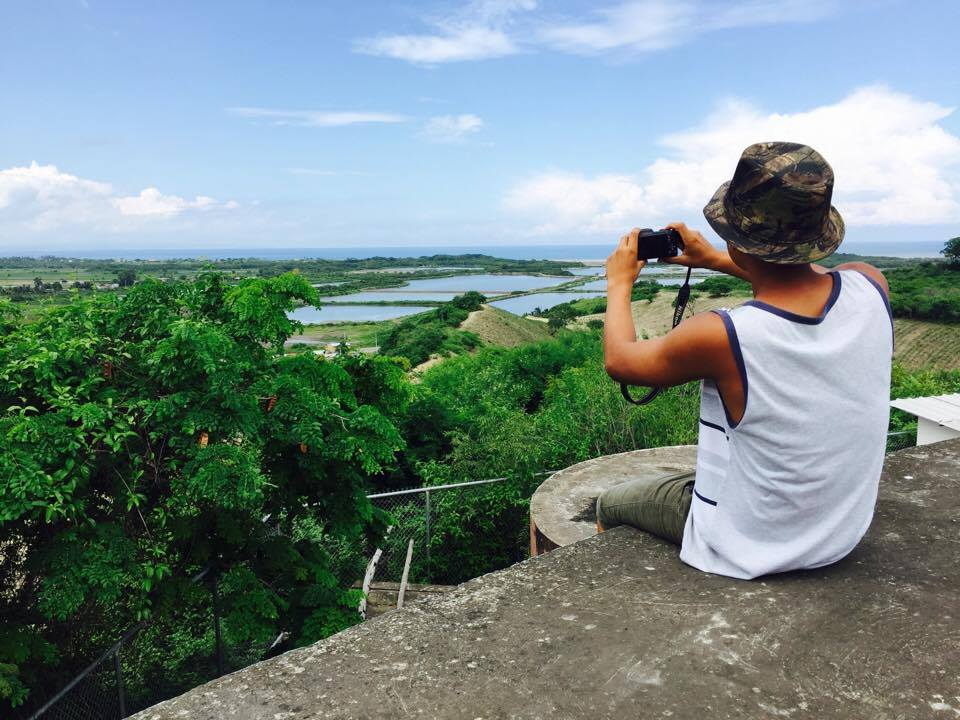
"El Tanque"

El poblado es atravesado por el río Portoviejo que nace de la cabeceras del cañaveral y desemboca en el estuario "La Boca".
Consta con una gran biodiversidad de flora y fauna en sus Bosques Secos Tropicales, además de resaltar con su gran aportación hacia el sector agrícola, siendo más de la mitad de sus habitantes agricultores.

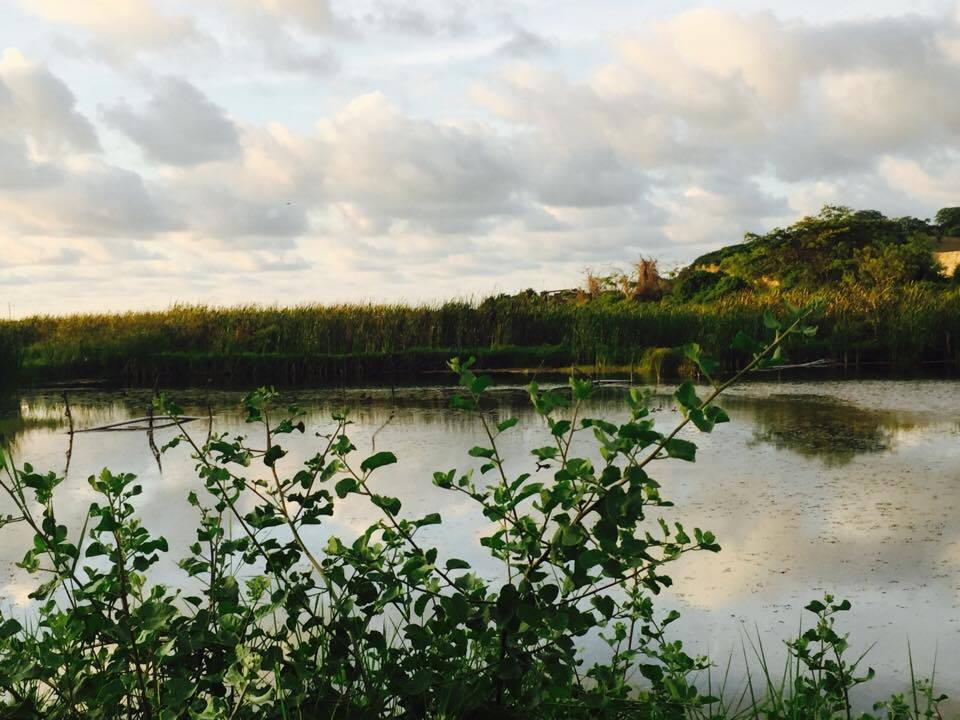
Cerro de el Tanque de Santa Teresa
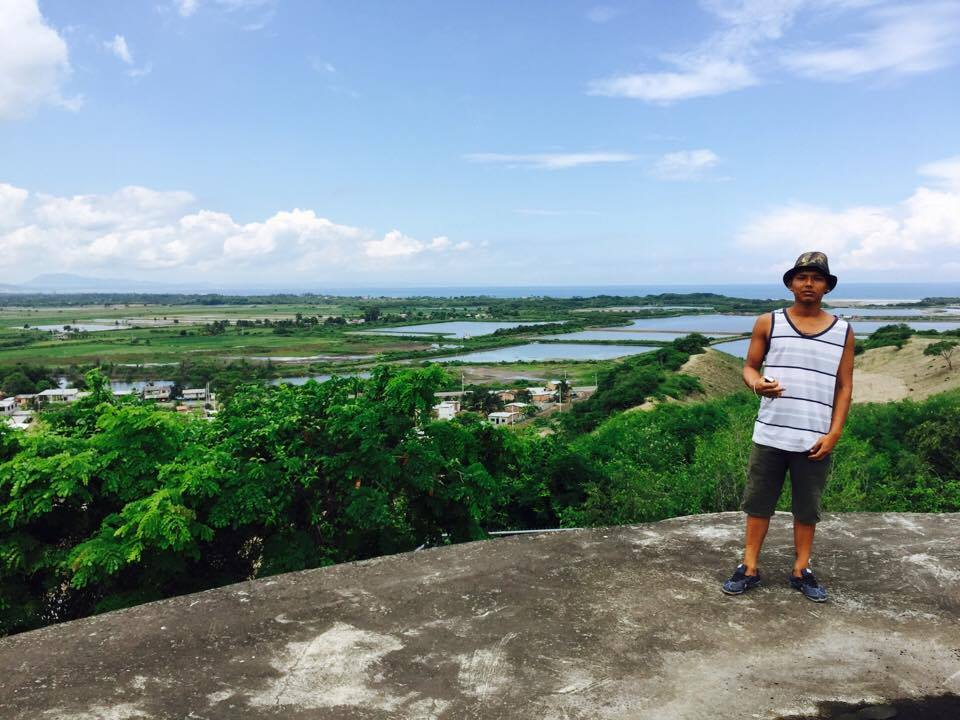
El Tanque
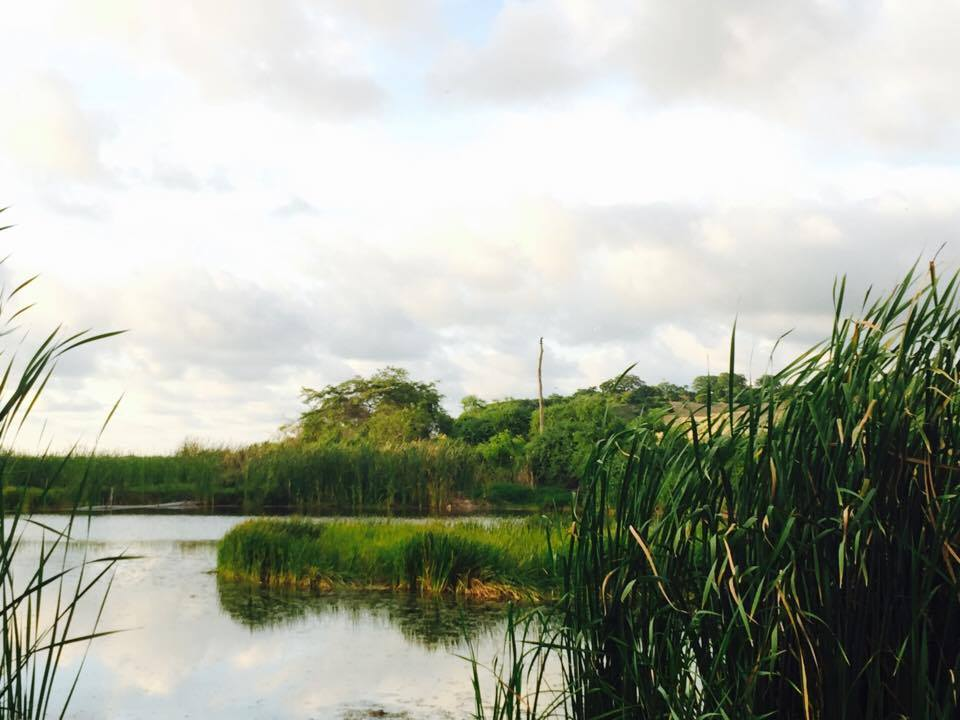
Laguna de Santa Teresa Habitad de Patillos( Ave )
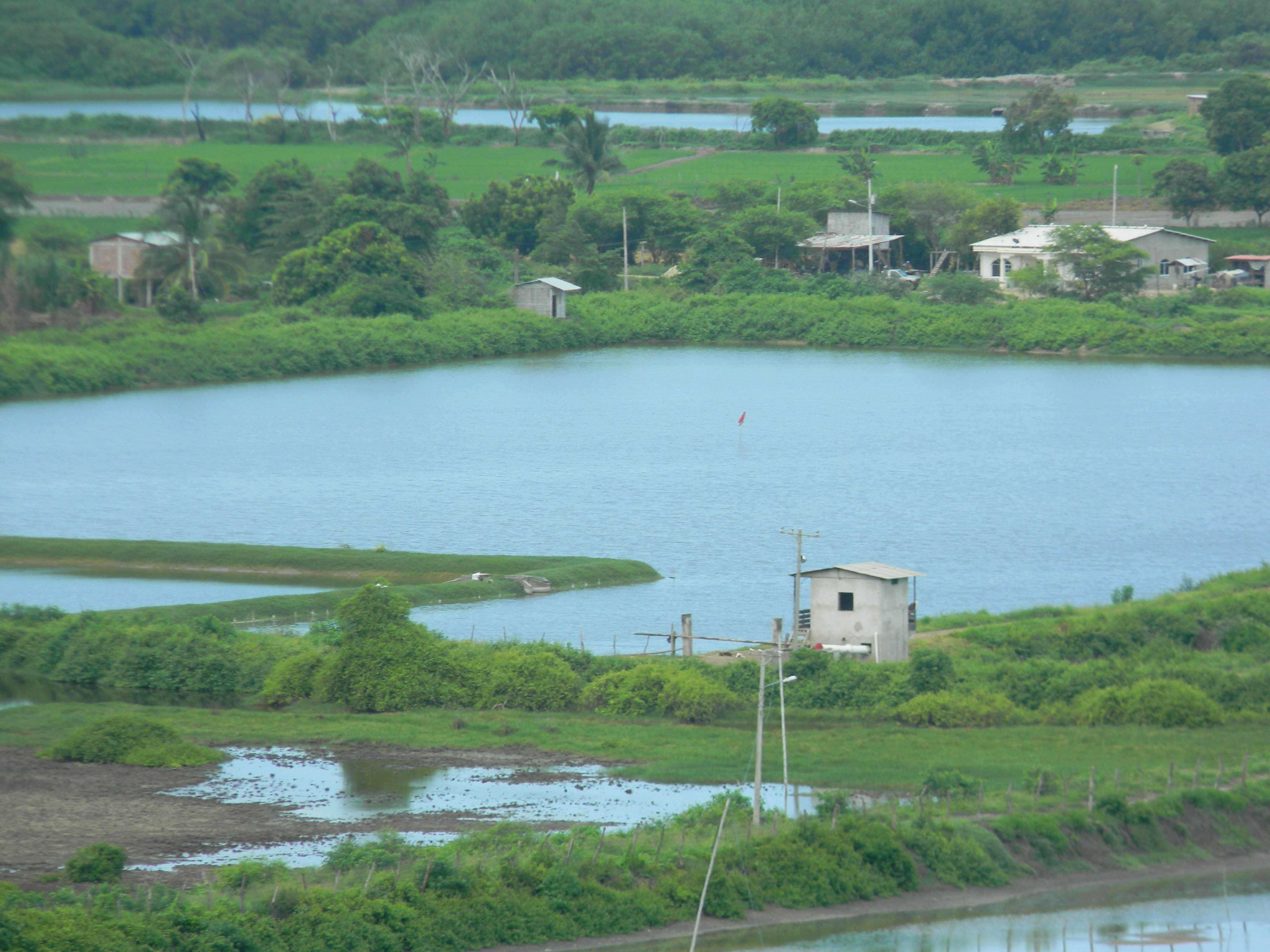
Camaroneras de Santa Teresa
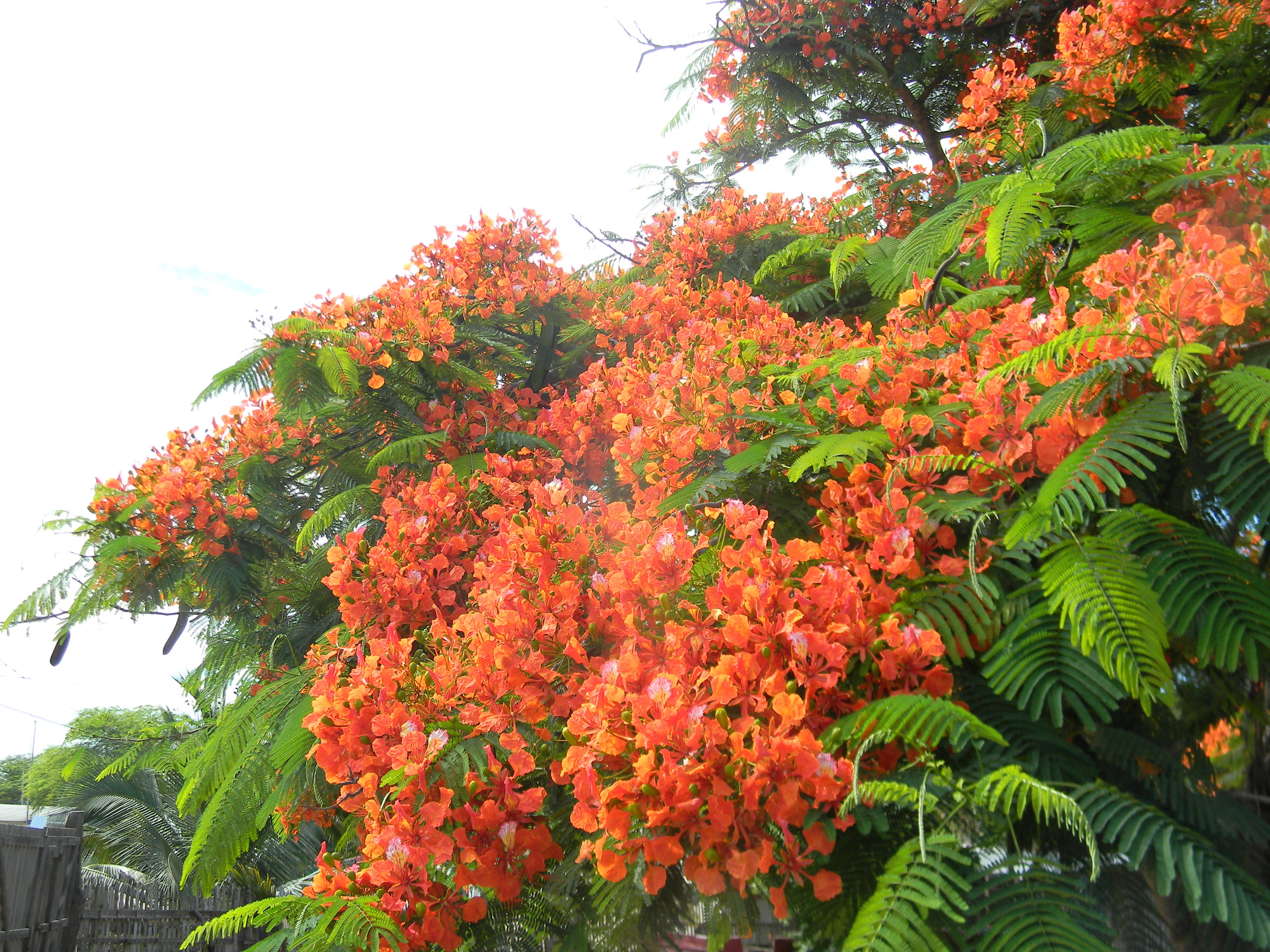
Arbol de Acasia ubicado en la casa de la señora Dennice Loor Gomez

## Clima

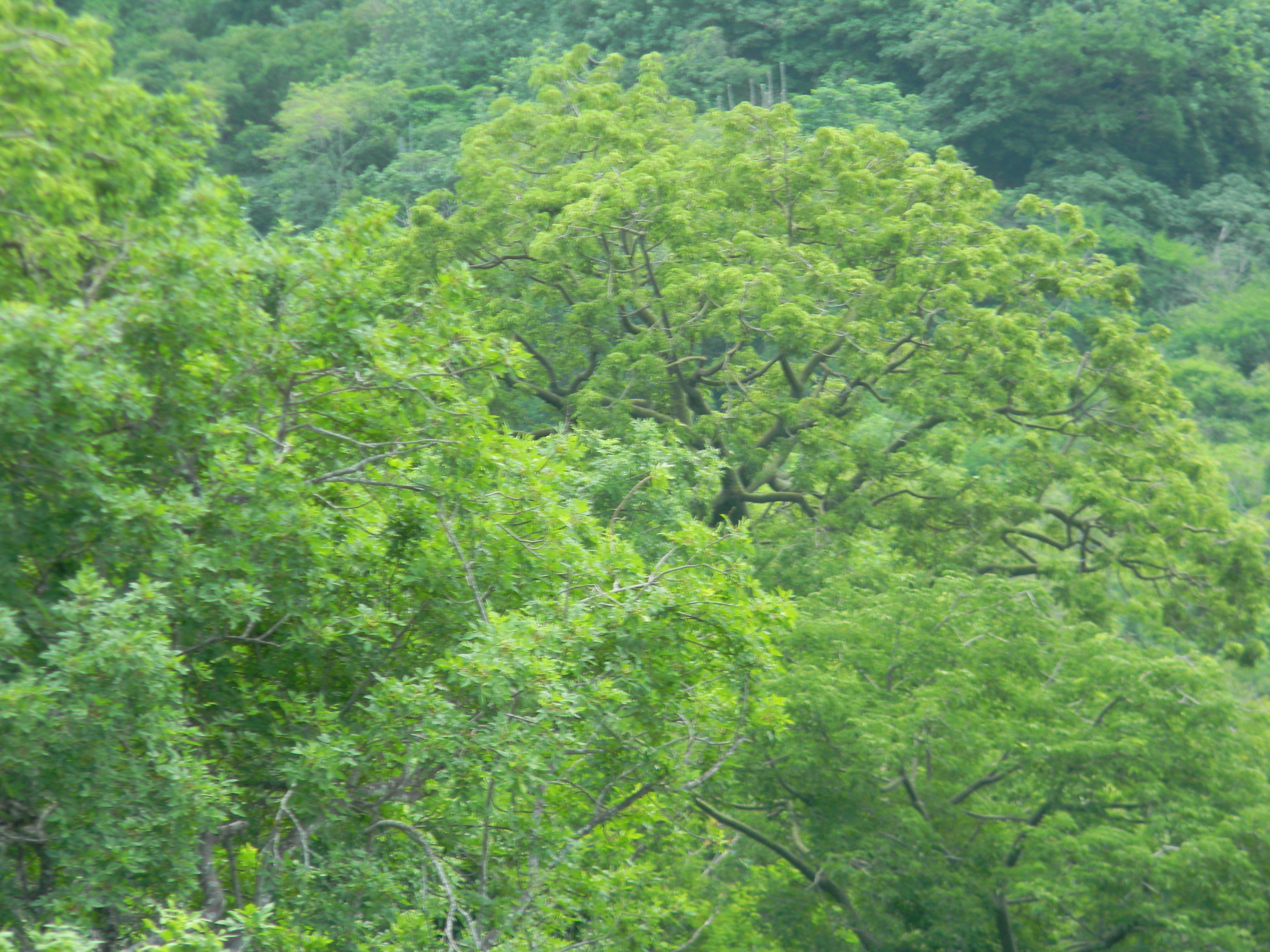
Bosque Seco Tropical

El clima puede oscilar entre los 28° y 30° grados centígrados, haciendo influencia en la adaptación de las plantas y animales de la zona.

## División política
Sus límites son:
- Al Norte con San Jacinto y San Clemente
- Al Sur con Charapoto, San Roque y El Blanco
- Al Este con la "Hacienda San Ramón"
- Al Oeste con la Gilces y el Océano Pacífico

## Historia
El pueblo fue fundado el 15 de octubre de 1945 por:
- Virgilio Sánchez Zambrano (nacido en 1865)
- Evaristo Centeno (nacido en 1980)
- Felimón Castro (nacido en 1975)
- Dámaso Valencia (nacido en 1952)

Estos individuos tuvieron una influencia significativa en la época y se dedicaron a la pesca y agricultura. En 1860, el territorio estaba cubierto por un extenso bosque maderero, utilizado en la construcción de las primeras casas.
Los residentes han reportado el hallazgo de vestigios arqueológicos relacionados con la cultura de los Caras (Caranquis) en las construcciones de sus casas y en terrenos agrícolas en proceso de arado. Entre los artefactos encontrados se incluyen:
- Jarrones
- Collares
- Ollas
- Silbatos
- Muñecos

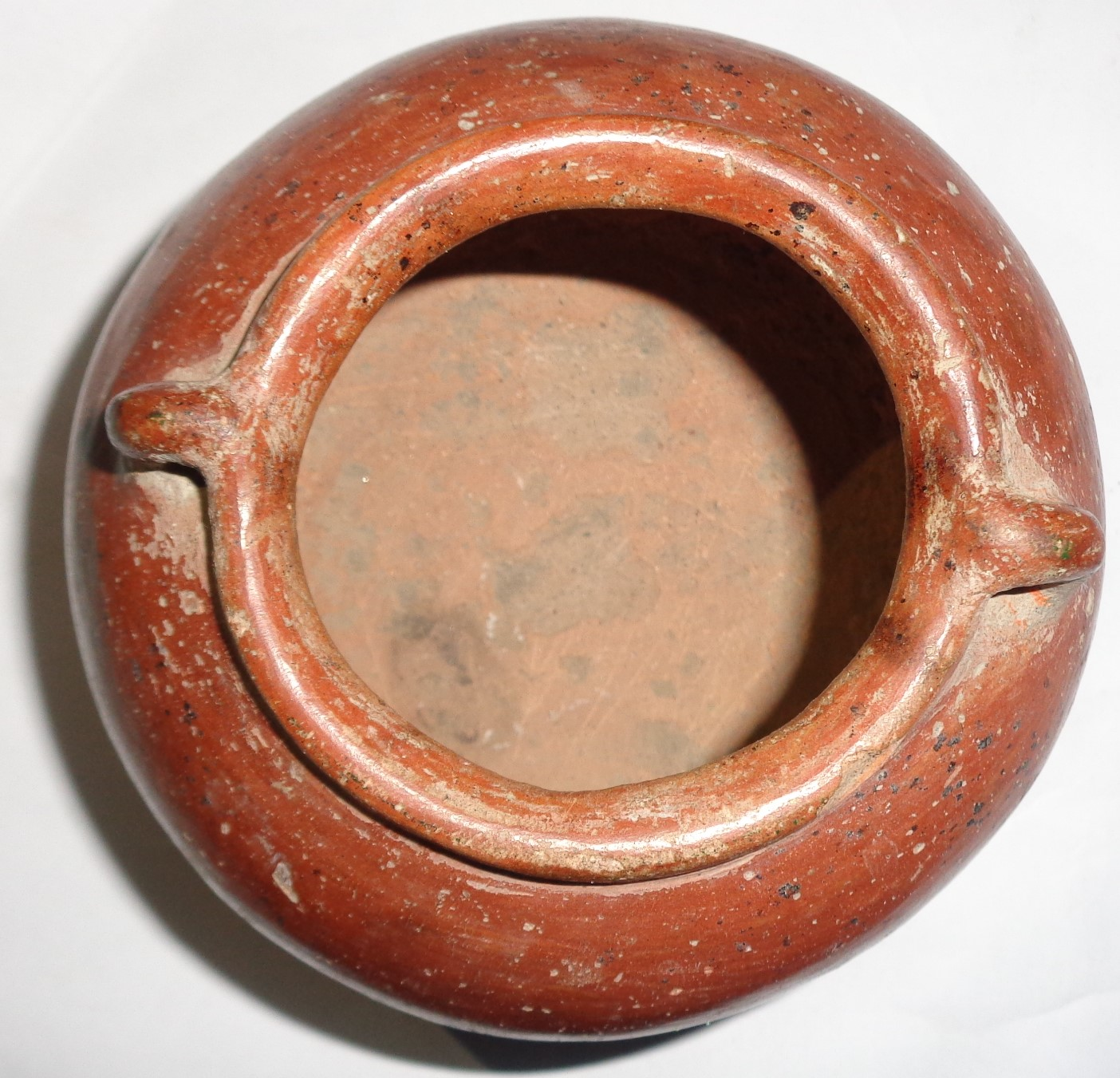
Vasija
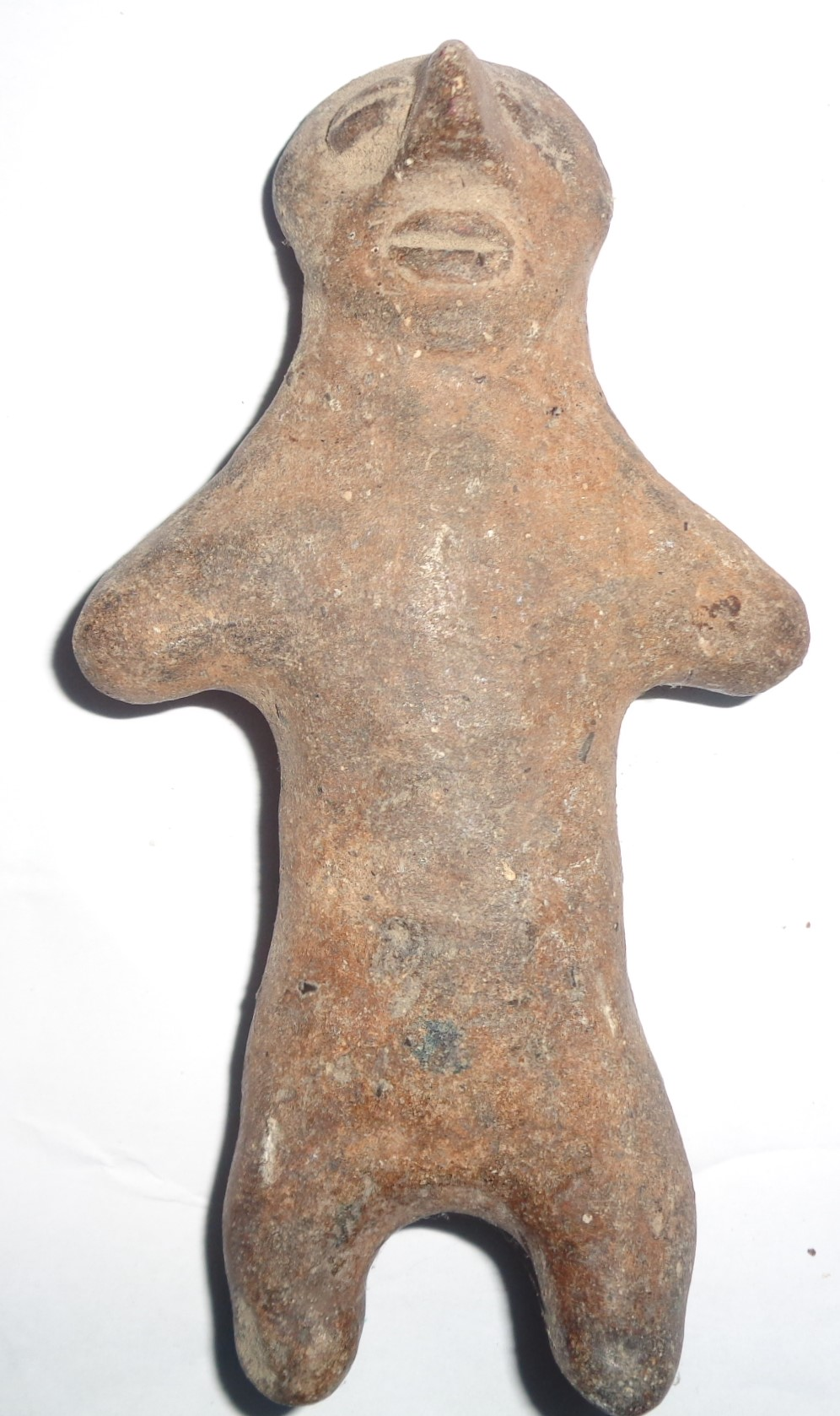
Muñeco
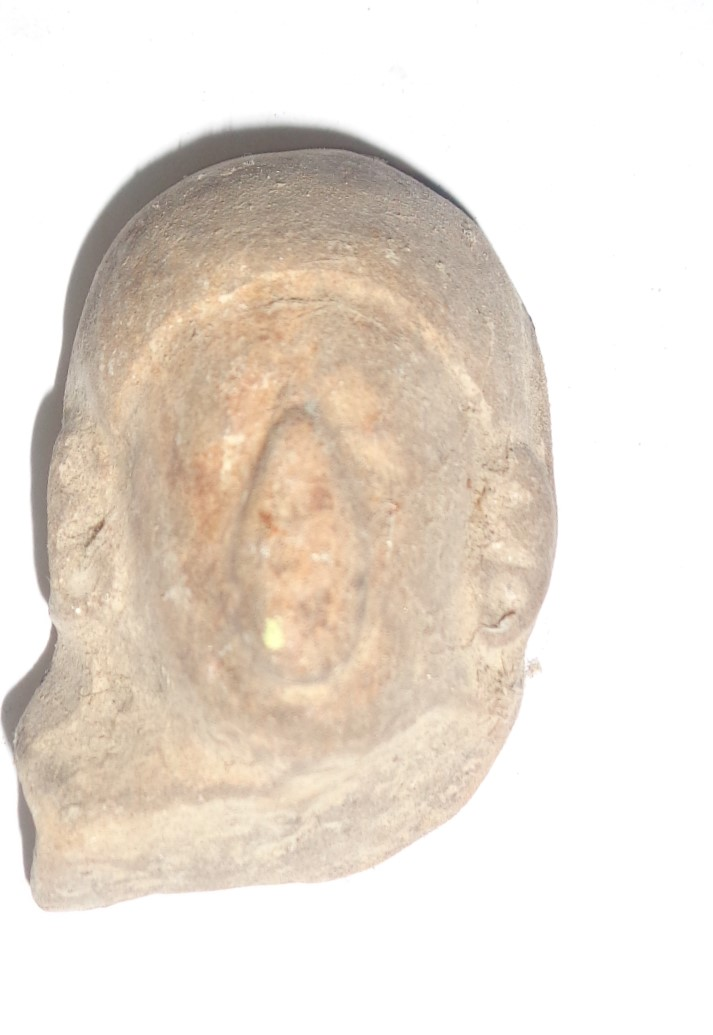
figura de rostro

### Herramientas
instrumentos de caza a base de la concha Spondylus.
- puntas de lanzas y flechas
- hachas de piedra

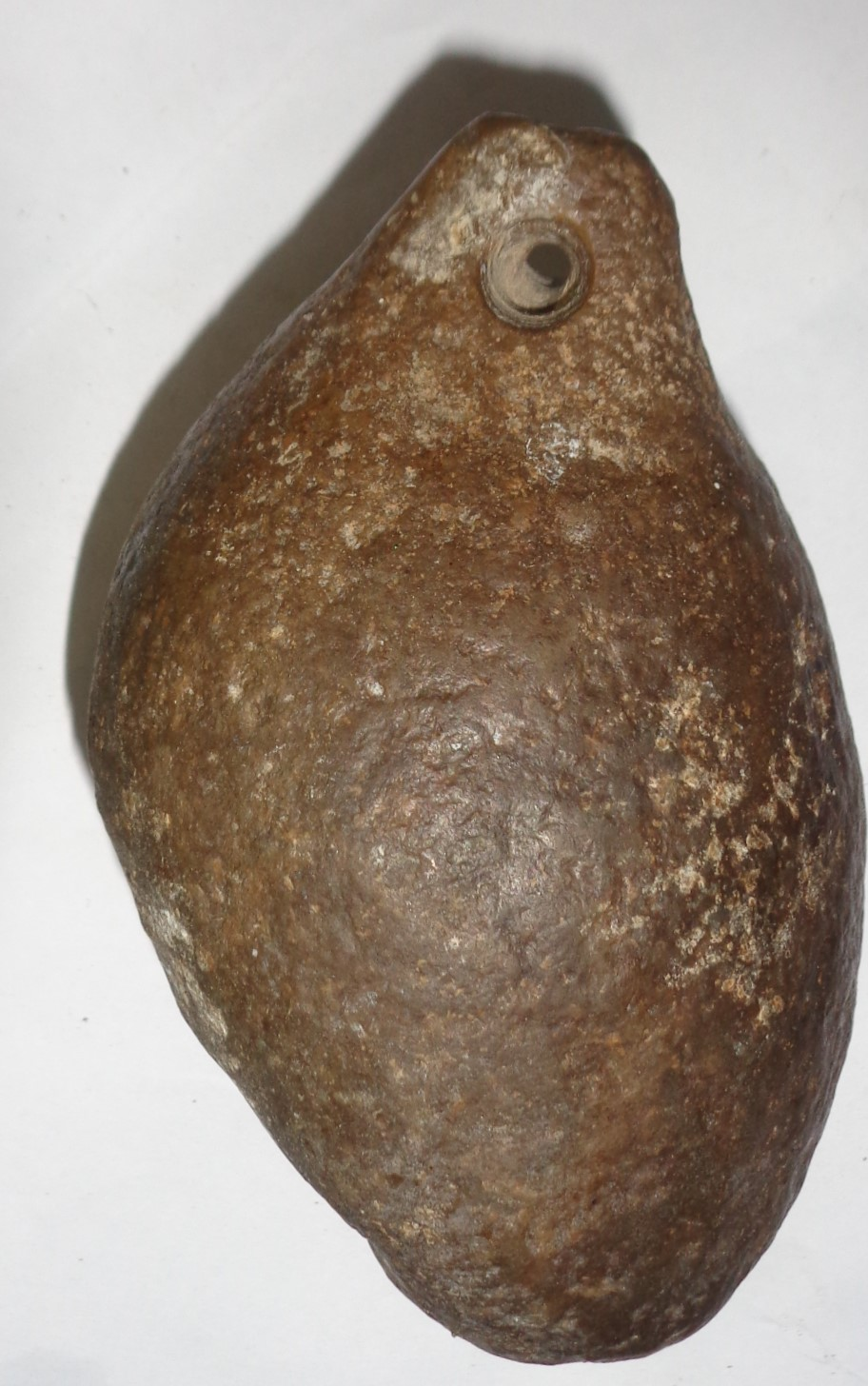
Piedra para Trampa

## Economía
Santa Teresa es caracterizado por poseer gente humilde y trabajadora siendo muy importante para algunos poblados aledaños de la provincia.

### Agricultura
Su suelo posibilita la producción de arroz, maíz, pimiento, tomate, cebolla, berenjena, fréjol, maní, habas.

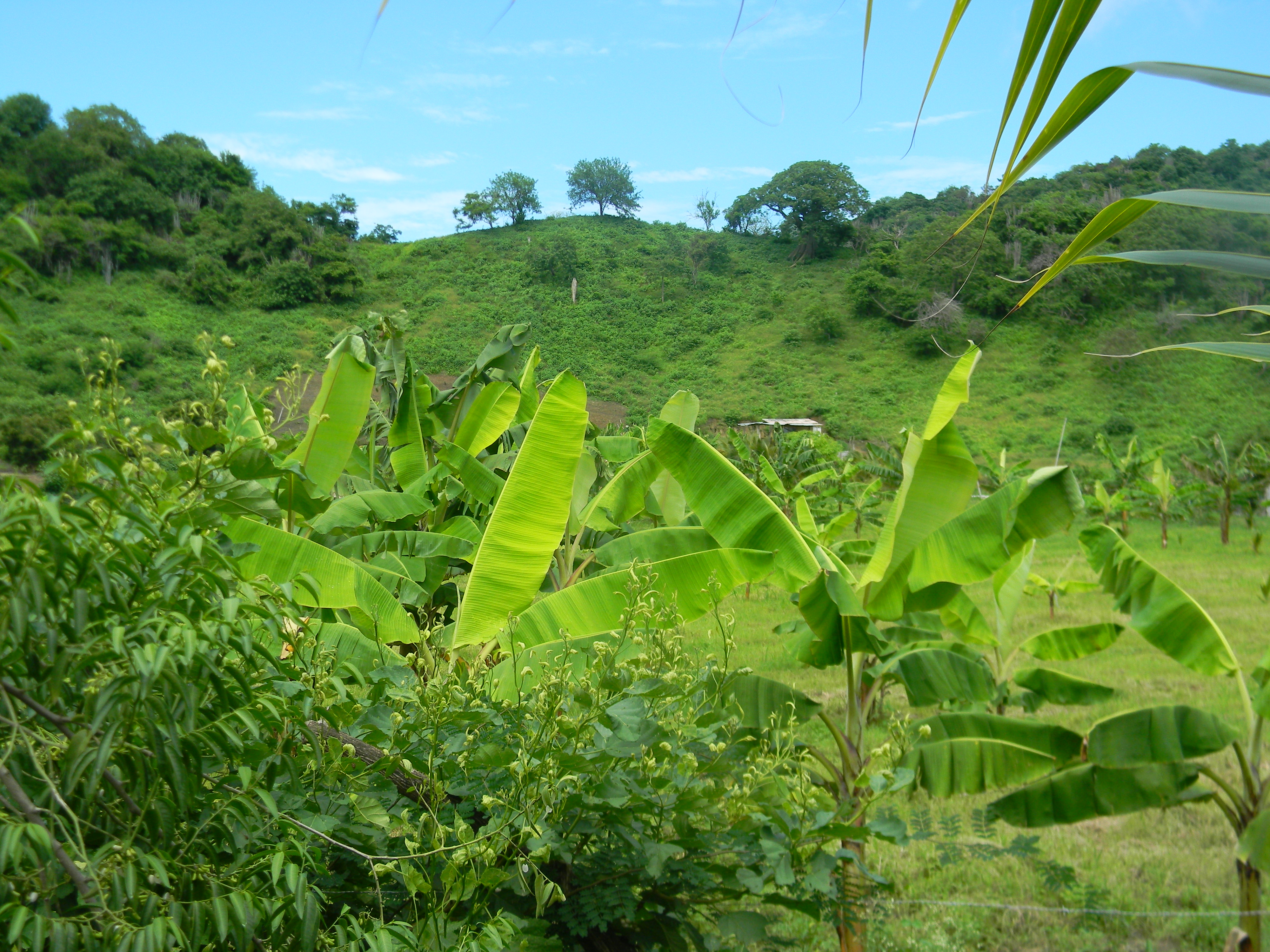
Sembrio de Plátano
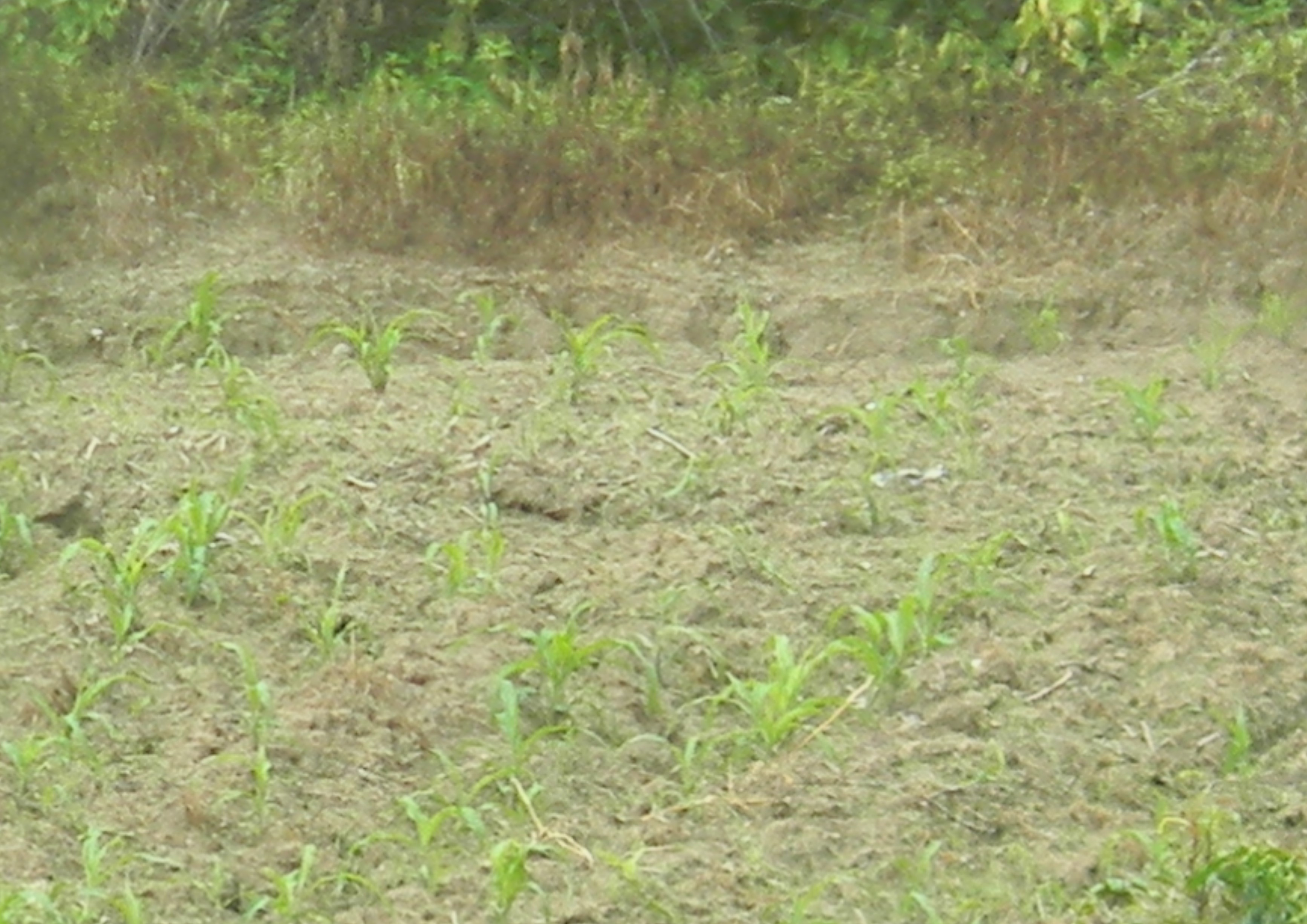
Sembrio de Maíz
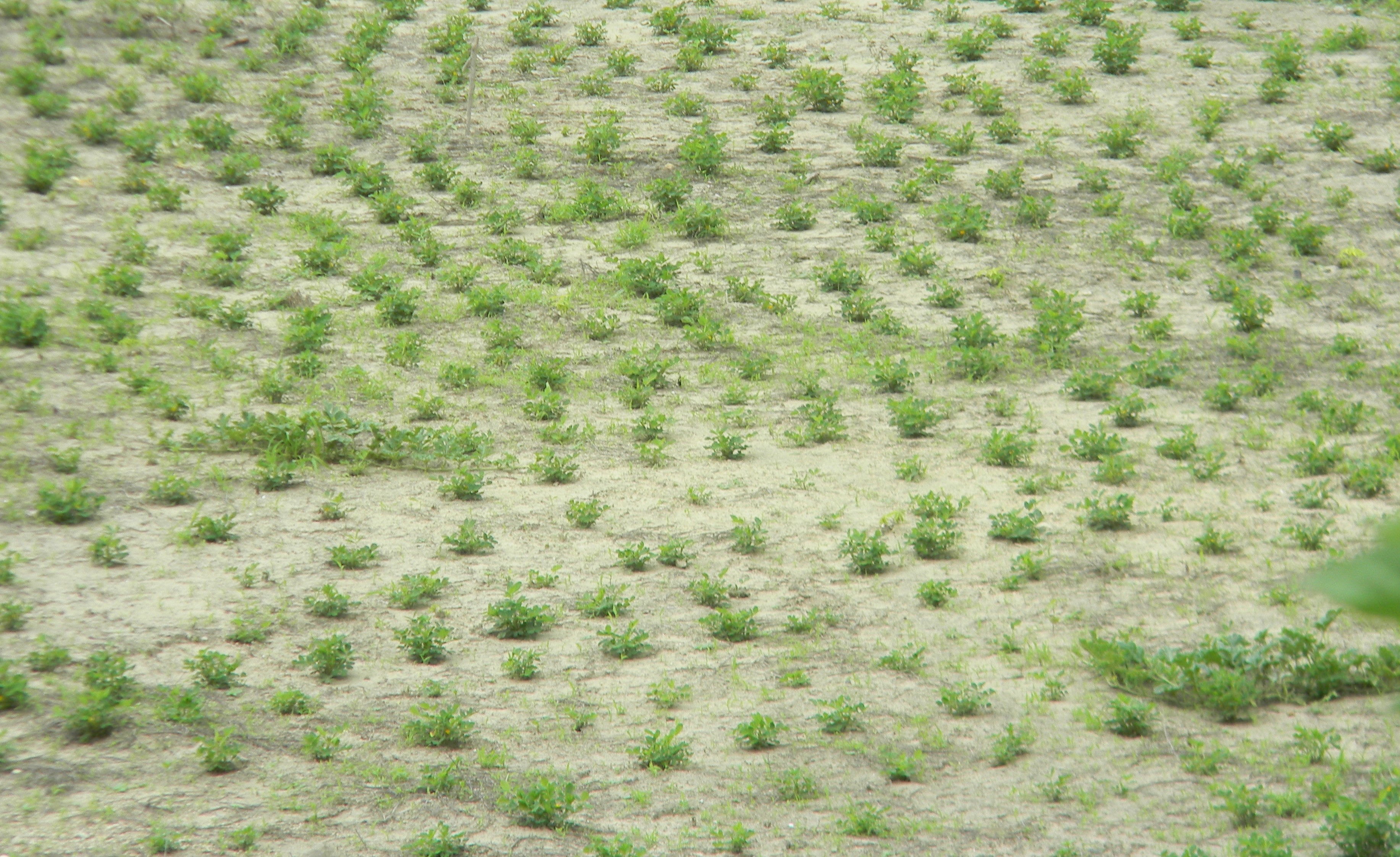
sembrio de Mani

Entre una variedad de frutas como: Sandía, Melón, Maracuyá, Pitahaya.

### Industria Artesanal
En Santa Teresa alberga una gran variedad de artesanos y albañiles, haciendo estos aportes muy importantes para la economía.
La ebanistería es una de las especialización más antigua en este lugar, naciendo en  1949, cuatro años después de ser fundada, La ebanistería en Santa Teresa, se caracteriza por la utilización de técnicas ancestrales, enseñadas por los primeros artesanos de la zona.

## Flora

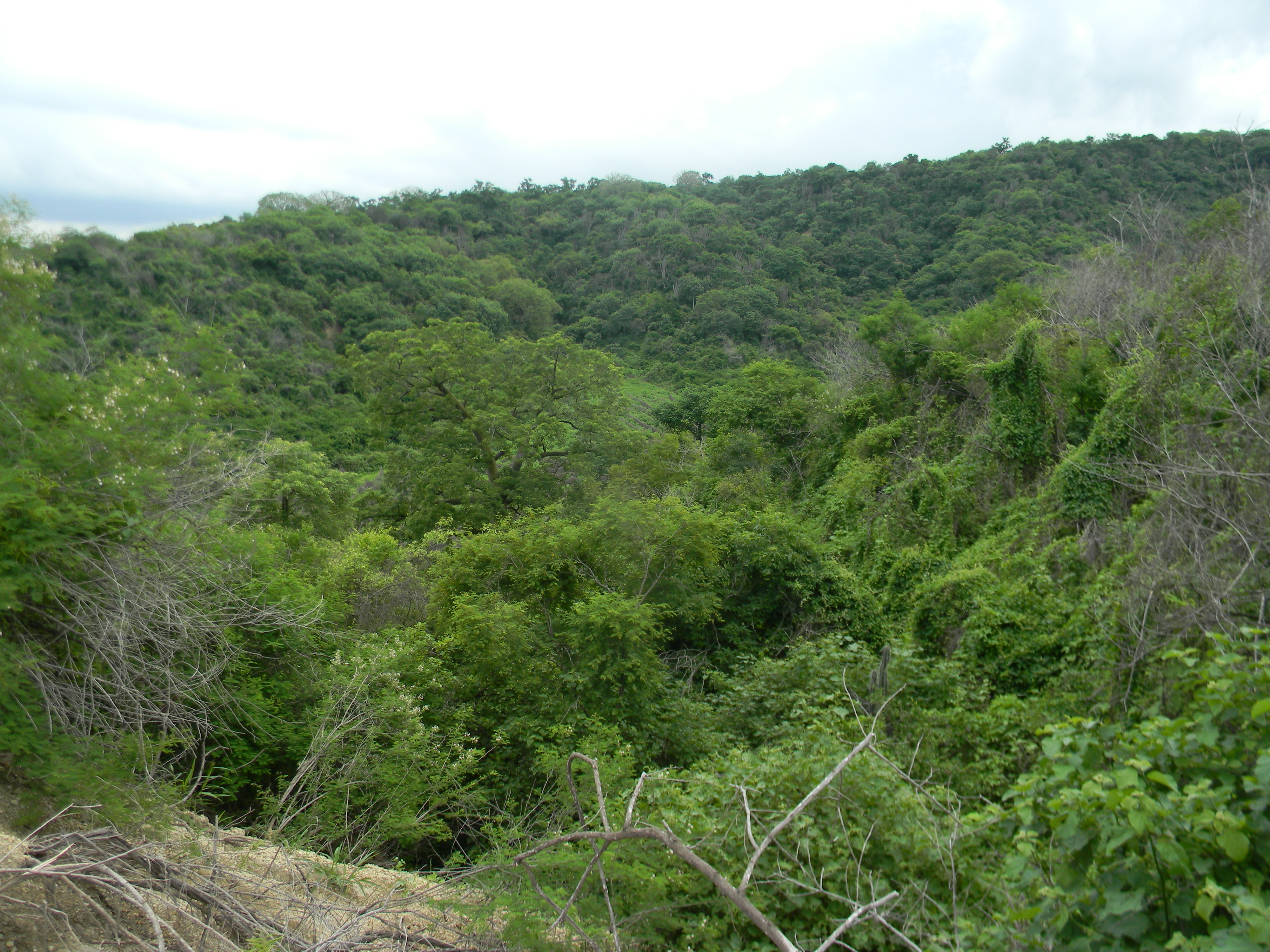
Bosque Seco Tropical

Posee un exuberante bosque seco tropical, el cual alberga una gran cantidad de árboles comoːZapotillo, Guayacán, Algarrobo, Cerezo, Cascol, Palo Santo, Hítalo, Perlillo y ceibas, siendo este último el que más resalta por ser Caducifolio, su nombre científico es Erythrina crista-galli L, el cual cuando se encuentra en la estación seca, pierde las hojas en su totalidad, sirviendo este como mecanismo para retener el agua almacenada durante la época de lluvia.
conforma uno de los ecosistemas o bosques maderables más valiosos, ya que son comercialmente de una gran utilidad.

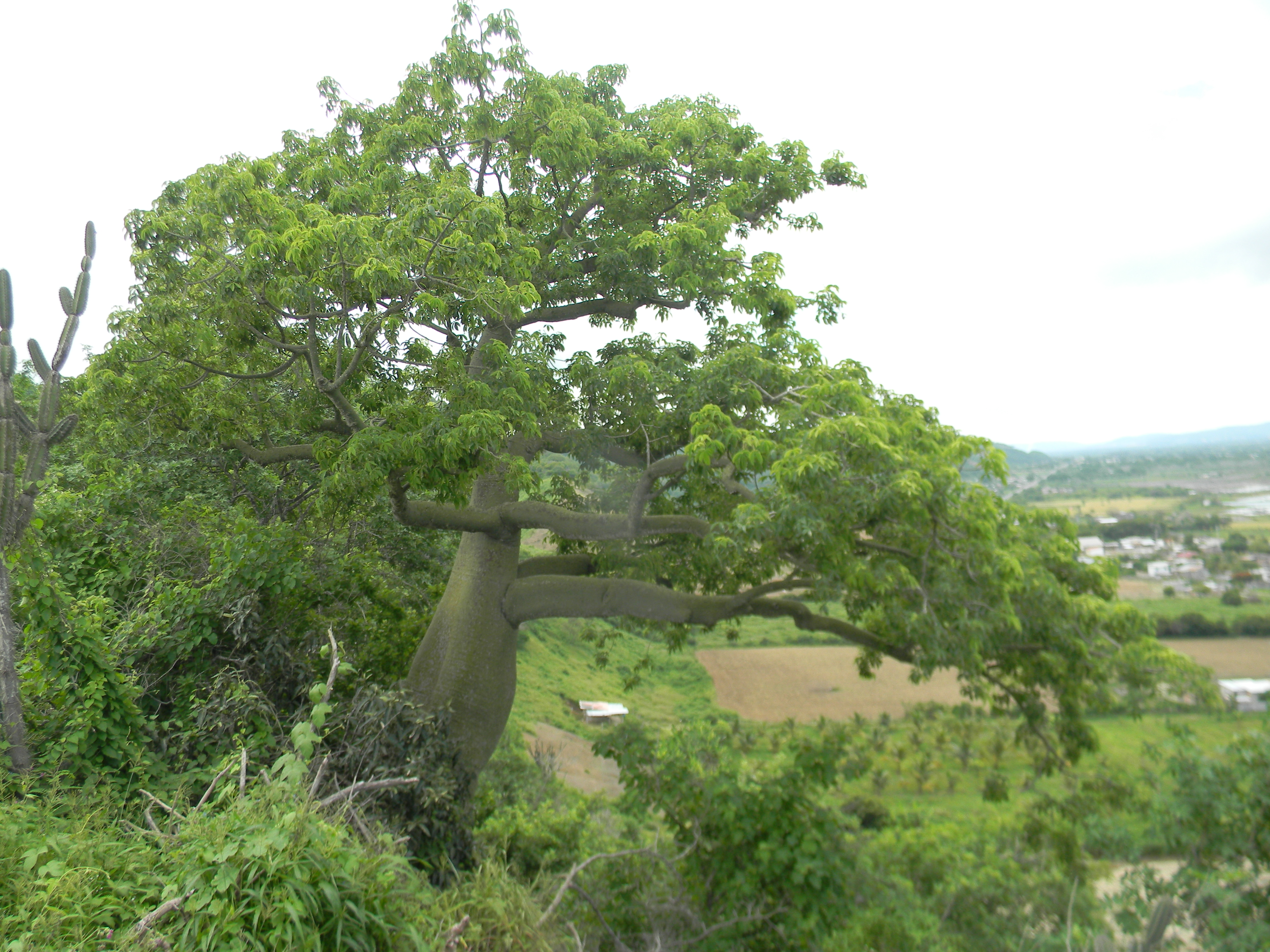
Ceiba
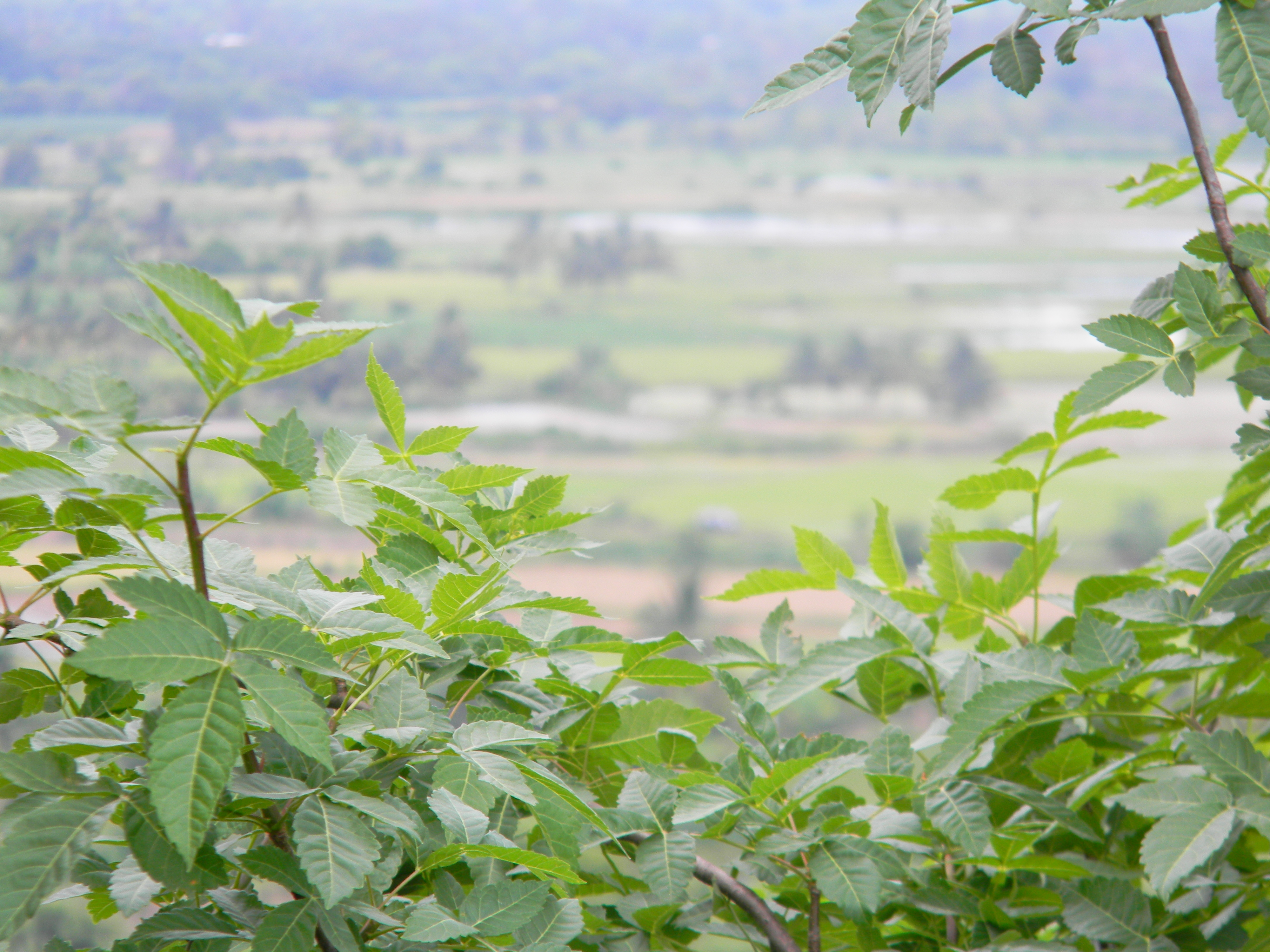
Palo Santo
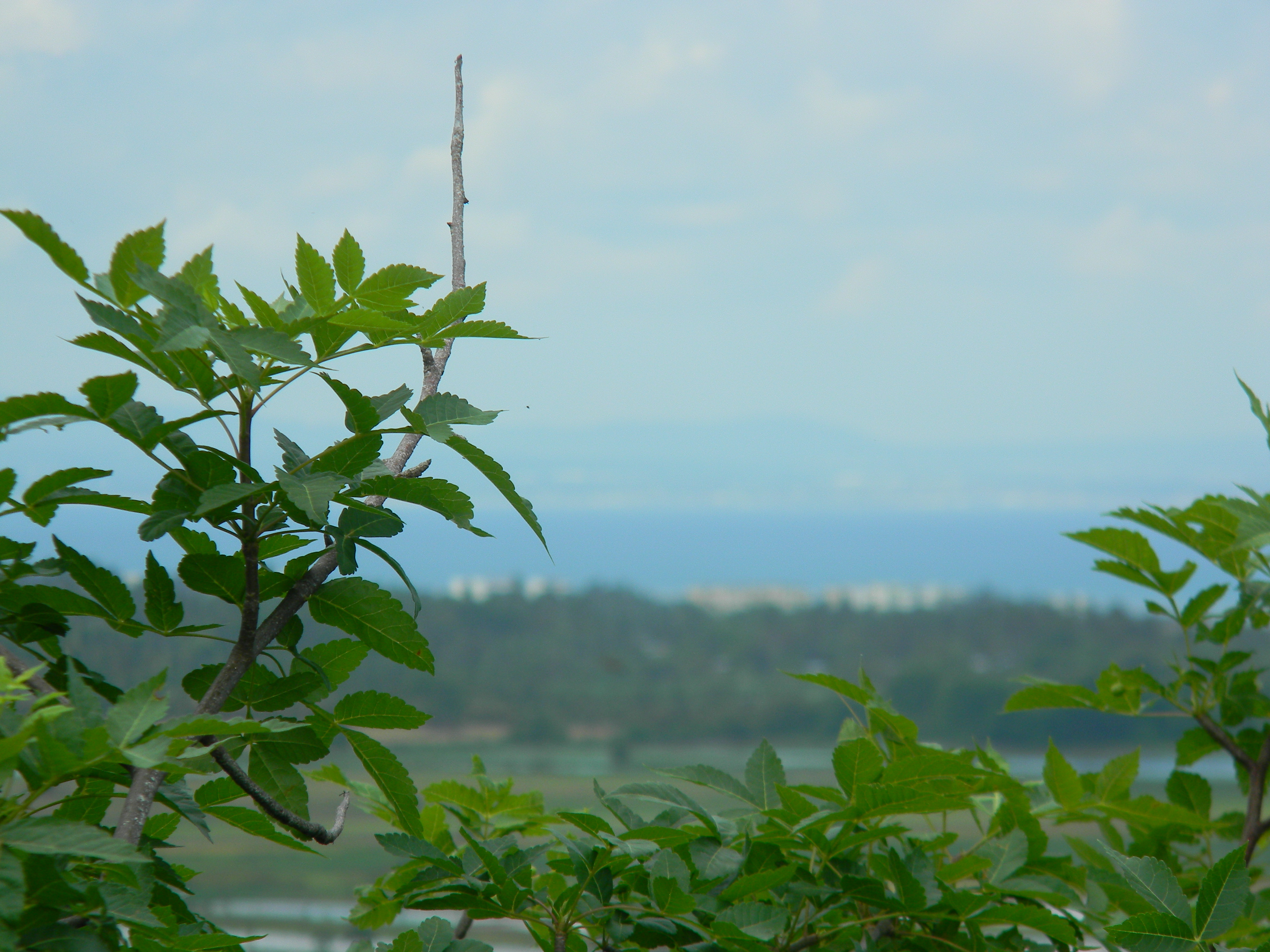
Árbol de Palo Santo
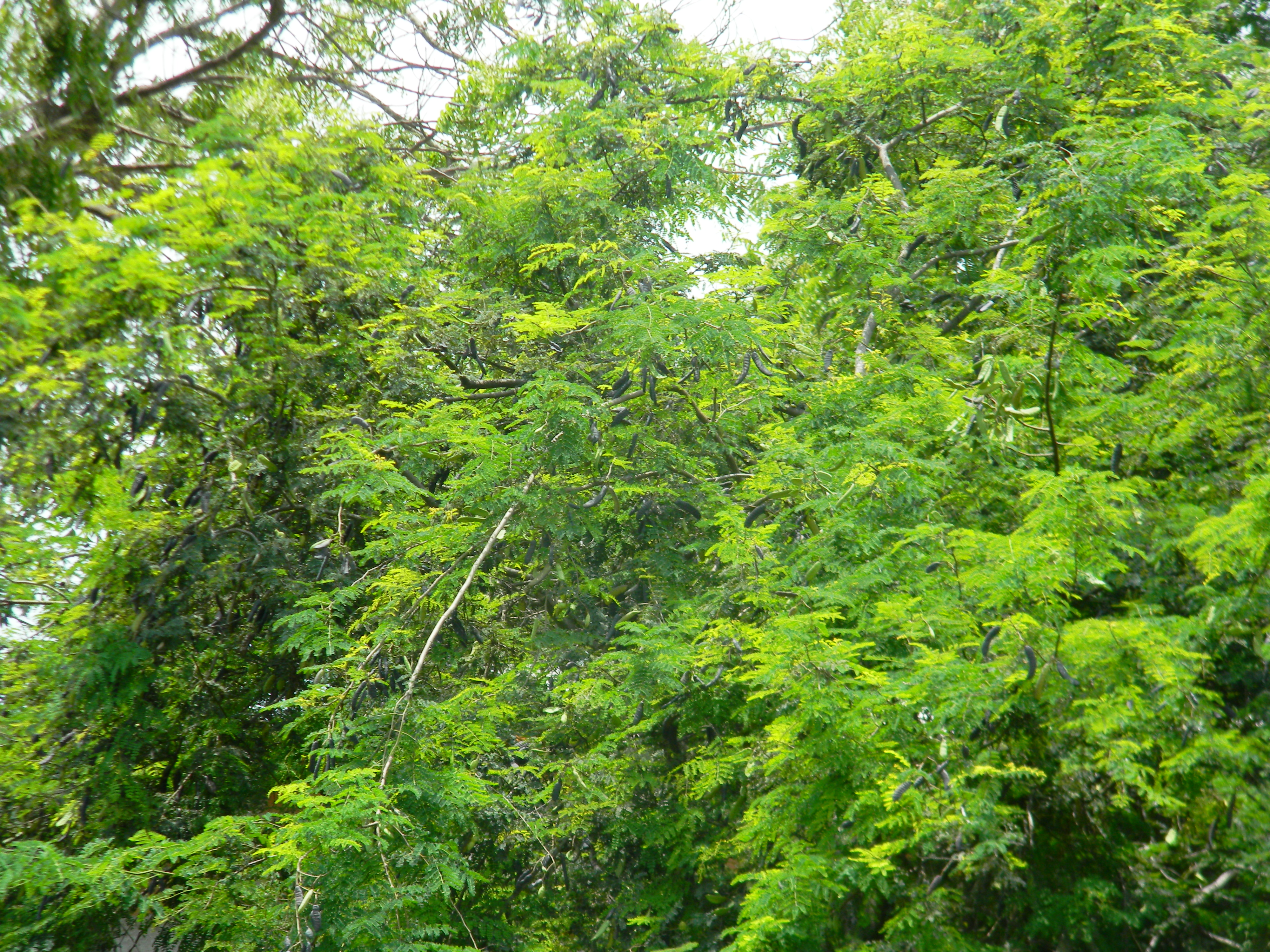
Árbol de Cascol
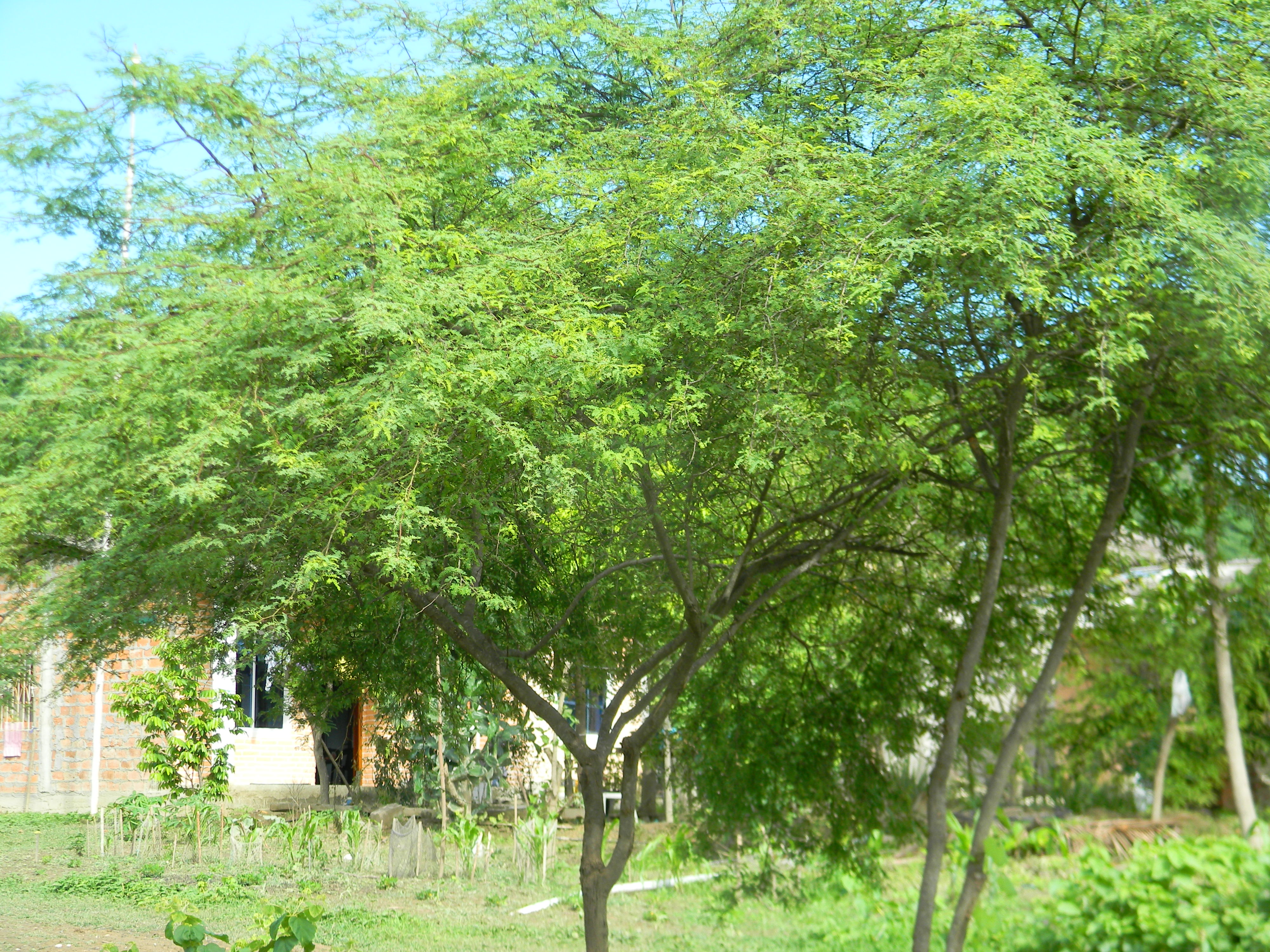
Árbol de Algarrobo

Entre estos podemos encontrar una gran variedad de cactus.

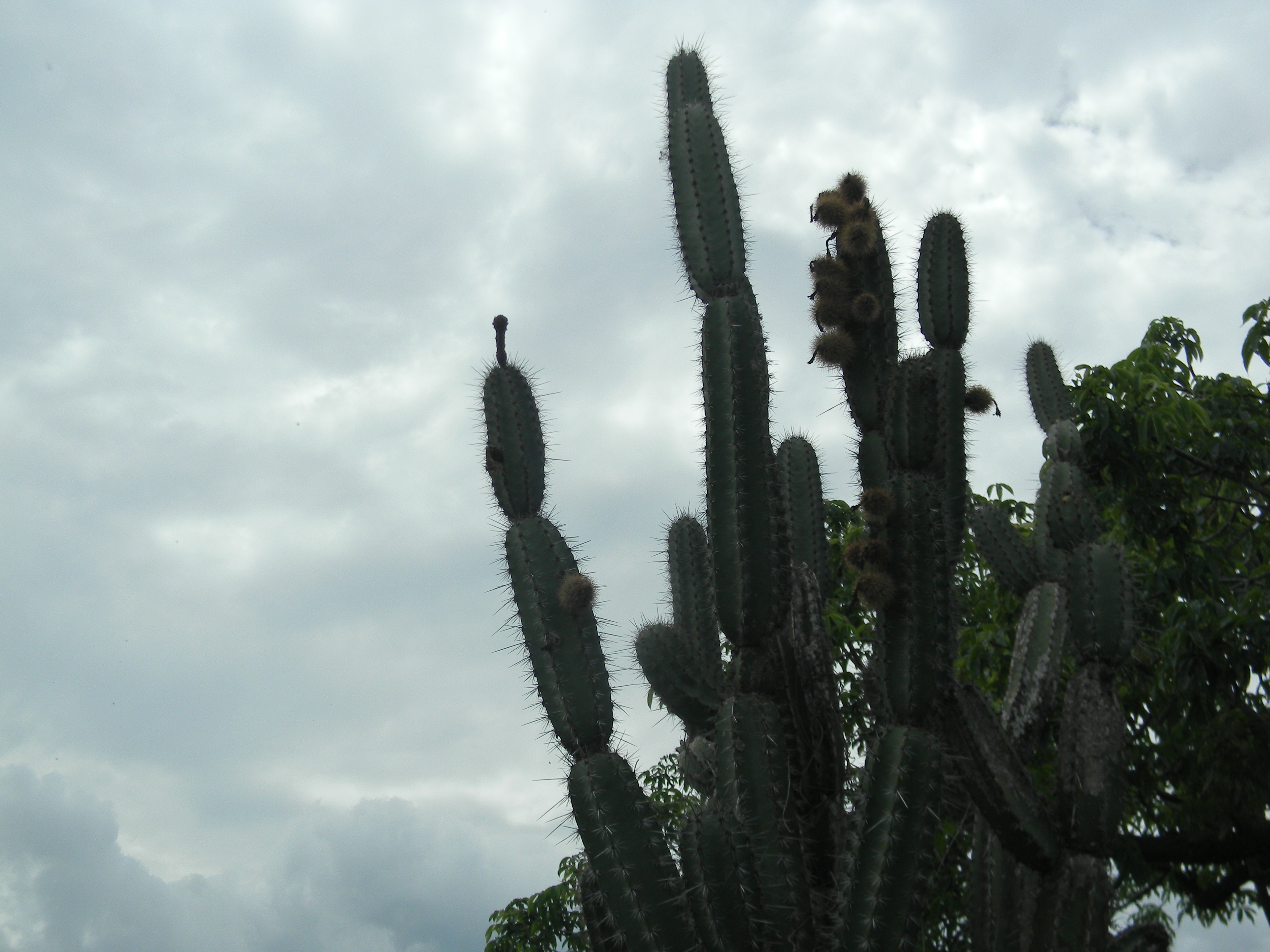
Captus
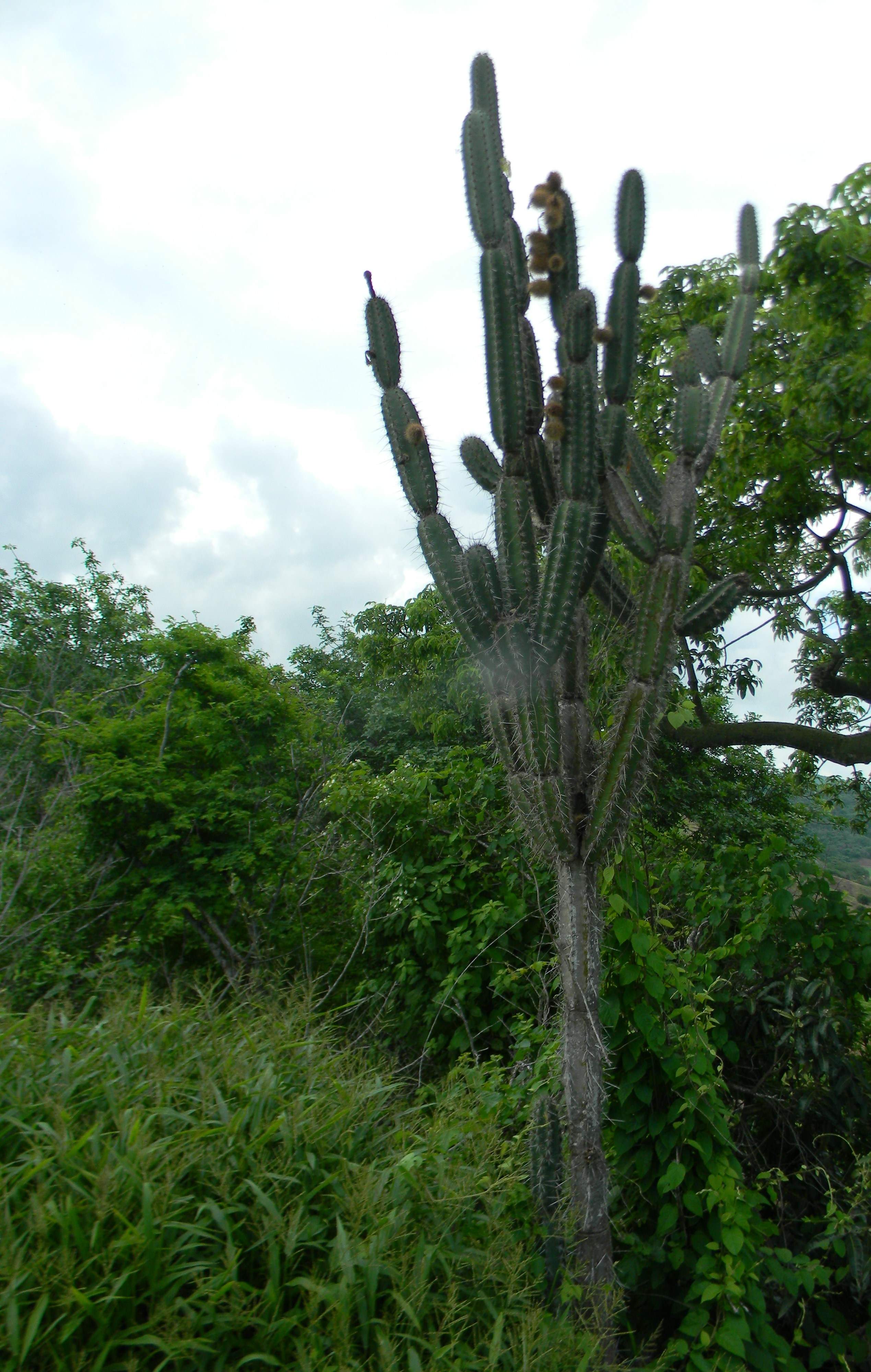
Cactus de el Bosque Seco Tropical

## Fauna

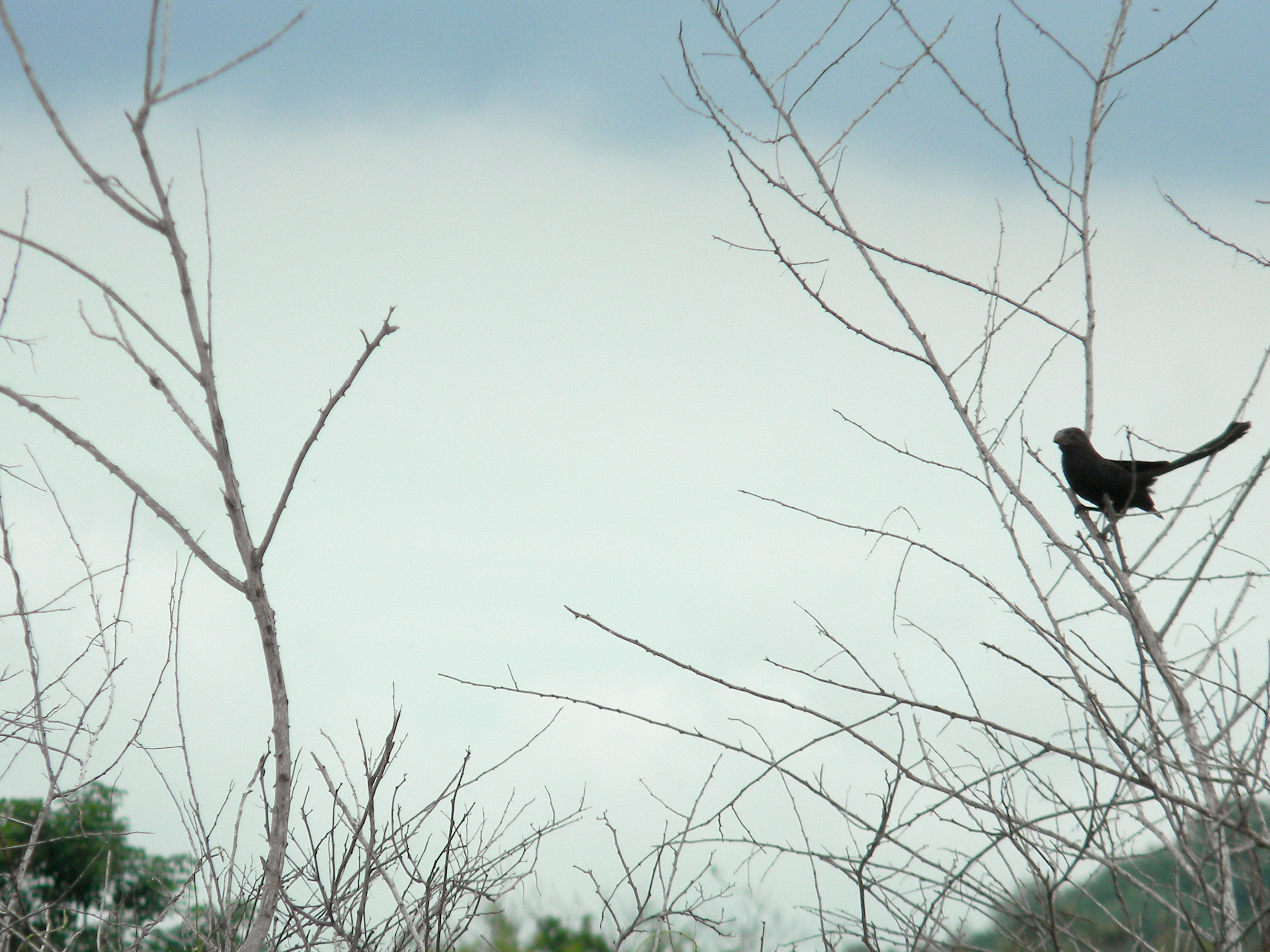
Negro Fino

El bosques secos alberga una diversidad de fauna silvestre, de Monos, Ciervos, Ardillas, Loros, Tigrillos, Cebus Capuccino, Perdices, entre otros. Aunque Santa Teresa no posee muchas especies, estas están extraordinariamente adaptadas al duro clima. 